# ꝲ
Cette page contient des caractères spéciaux ou non latins. S’ils s’affichent mal (▯, ?, etc.), consultez la page d’aide Unicode.
La lettre lum, ꝲ (minuscule uniquement), est une lettre additionnelle de l’alphabet latin utilisée en latin et en portugais au Moyen Âge comme abréviation de -los ou -lus.

## Utilisation
Le signe dum est utilisé au Moyen Âge dans certaines abréviations latines pour -los, ou pour -lus.

## Représentations informatiques
Le lum peut être représenté avec les caractères Unicode (latin étendu D) suivants :
| formes    | représentations | chaînes de caractères | points de code | descriptions                |
| --------- | --------------- | --------------------- | -------------- | --------------------------- |
| minuscule | ꝲ               | ꝲ                     | U+A772         | lettre minuscule latine lum |